# Claudia Bausewein
Claudia Bausewein (* 14. Januar 1965 in München) ist eine deutsche Palliativmedizinerin und Lehrstuhlinhaberin für Palliativmedizin an der Ludwig-Maximilians-Universität München. Seit 2021 ist sie Präsidentin der Deutschen Gesellschaft für Palliativmedizin.

## Leben
Nach dem Abitur 1984 und einem Freiwilligen Sozialen Jahr studierte Claudia Bausewein 1985–1992 Humanmedizin an der Ludwig-Maximilians-Universität München, arbeitete anschließend (1992–1994) als Ärztin im Praktikum (AIP) in München an der IV. Medizinischen Abteilung des Städt. Krankenhauses Harlaching (Chefarzt Reiner Hartenstein), München. 1993 wurde sie nach Verteidigung ihrer von Reiner Hartenstein als Doktorvater betreuten Dissertationsschrift Die Situation terminal kranker Tumorpatienten. Eine Analyse bei Einweisung ins Krankenhaus zum Dr. med. promoviert und erhielt 1994 die Approbation als Ärztin. Anschließend war sie als Assistenzärztin im Hospiz „Sir Michael Sobell House“ bei Robert Twycross, Oxford, England tätig, dann bis 2001 als Assistenzärztin wieder in der IV. Medizinischen Abteilung in München-Harlaching.
Sie bildete sich weiter an der University of Cardiff, Wales mit dem Abschluss „Diploma in Palliative Medicine“, baute 1997 die Palliativstation in München–Harlaching mit auf und war dort bis 2001 Leitende Stationsärztin. 1999 erhielt sie ihre Anerkennung als Internistin. Von 2001 bis 2007 arbeitete sie als Oberärztin im Interdisziplinären Zentrum für Palliativmedizin an der Universität München Großhadern. 2003 erwarb sie den Abschluss „Master of Science in Palliative Care“ (distinction), am King’s College in London, im Jahr 2004 die Zusatzbezeichnung Palliativmedizin, 2005 die Weiterbildungsbefugnis der Bayerischen Landesärztekammer für Palliativmedizin. Von 2006 bis 2007 nahm sie die Aufgabe des Geschäftsführenden Vorstands des Interdisziplinären Zentrums für Palliativmedizin am Klinikum der Universität München-Großhadern wahr.
Von 2005 bis 2009 arbeitete sie zunächst als „Cicely Saunders International Research Training Fellow“ und dann als Senior Clinical Research Fellow und erster Saunders Scholar am Cicely Saunders Institute am King’s College in London. Im Jahr 2009 erwarb Claudia Bausewein unter der Betreuung von Irene Higginson, Sara Booth und Marjolein Gysels den akademischen Grad eines PhD am King’s College, London.
Im Juli 2012 übernahm sie den Lehrstuhl für Palliativmedizin an der Münchner Ludwig-Maximilians-Universität und damit die Leitung des Interdisziplinären Zentrums für Palliativmedizin im Klinikum Großhadern. Seit Mai 2013 ist sie Direktorin der Klinik und Poliklinik für Palliativmedizin am Klinikum der Universität München. Im Jahr 2024 wurde Claudia Bausewein in der Sektion Global Health in die Nationale Akademie der Wissenschaften Leopoldina aufgenommen.

## Mitarbeit in Gremien und Fachgesellschaften
- Christophorus Hospiz Verein, München (Vorstandsmitglied 1993–2001)
- Deutsche Gesellschaft für Palliativmedizin (DGP)
  - Vorstandsmitglied 1998–2010,
  - Vizepräsidentin 2004–2010
  - seit 2021 Präsidentin
  - Wissenschaftliche Kongresse der DGP 2006 in Hamburg, 2008 in Wiesbaden sowie 2010 in Dresden
- Sprecherin der Landesvertretung der DGP Bayern
- Expertenkommission „Palliativmedizin“ im Bayerischen Sozialministerium (Mitglied 2002–2007 und wieder seit 2012)
- European Association for Palliative Care EAPC (Nicht-Regierungs-Organisation NGO beim Europarat) Mitglied des Board of Directors 2011–2015
- Section Editor von BMC Palliative Care
- Spiritual Care. Zeitschrift für Spiritualität in den Gesundheitsberufen (Mitglied des wissenschaftlichen Beirats ab 2012)

## Mitarbeit bei Projekten
- IPAC-Projekte
  - "PAALiativ – Intelligente technische Unterstützungsmöglichkeiten in der häuslichen Versorgung für Menschen in ihrem letzten Lebensjahr" (Entwicklungs- und Forschungsprojekt), (2009–2012) Projektleitung zusammen mit Nina Scheve und Steffen Simon
  - "SYMPATIE – Symptomverläufe bei Patienten mit einer ernsthaften Erkrankung – Unterstützung im eigenen Zuhause" (deskriptive, quantitative Longitudinalstudie über 12 Monate), (2010–2012) Projektverantwortlich zusammen mit Verena Gerdes, Nicole Sowinsky und Steffen Simon
  - "Experiences and characteristics of episodic breathlessness – a systematic review" (Systematic Review), (2009–2010) Projektverantwortlich zusammen mit Christina Ramsenthaler, Steffen Simon
  - "Experiences of episodic breathlessness (EB) in patients with advanced disease" (mixed-methods mit qualitative Interviews, quantitativer und bildlicher Darstellung) Projektverantwortlich zusammen mit Steffen Simon und Irene Higginson.
  - "PRISMA – Reflecting the positive diversities of european priorities for research and measurement in end of life care." EU-Projekt (7th Framework) unter der Leitung des Department of Palliative Care, Policy and Rehabilitation, King’s College London (Dr. Richard Harding, Prof. Irene Higginson, Dr. Claudia Bausewein) WP4
  - "Aufbau einer internetbasierten deutschsprachigen Plattform für Palliative Care (www.palliativedrugs.com)" (Wissenschaftlichbasierte Implementierung) (2008–2010) Projektleitung zusammen mit Constanze Remi (München).

## Veröffentlichungen (Auswahl)

### Publikationen in Buchform
- Claudia Bausewein: Die Situation terminal kranker Tumorpatienten. Eine Analyse bei Einweisung ins Krankenhaus. München 1993, (zugl. Hochschulschrift München, Univ., Diss., 1993)
- Claudia Bausewein: Sterbende begleiten. 2. Aufl., Würzburg 2009 (= Ignatianische Impulse, Band 10), ISBN 978-3-429-02679-0.
- Claudia Bausewein: Sterben ohne Angst. Was Palliativmedizin leisten kann. Kösel, München 2015, ISBN 978-3-466-37136-5.
- Claudia Bausewein, Susanne Roller, Raymond Voltz: Leitfaden Palliative Care. Palliativmedizin und Hospizbetreuung. Elsevier München, 5. Aufl. 2015, ISBN 978-3-437-23313-5
- Claudia Bausewein (Autorin), Kathrin Grüner (Übersetzerin): Arzneimitteltherapie in der Palliativmedizin. München, Jena 2005, (PCF2, palliative care formulary (deutsch)), ISBN 3-437-23670-9.
- Claudia Bausewein: Course and non-pharmacological management of breathlessness in advanced disease – a comparison between cancer and COPD. London 2009 (Hochschulschrift PhD, King’s College, London).

### Beiträge in Sammelwerken
- Stefan Gesenhues (Hrsg.), Rainer Ziesché (Hrsg.), Bausewein (Mitarbeit): Praxisleitfaden Allgemeinmedizin, 4. Aufl. München, Jena 2003, ISBN 3-437-22441-7.

### Artikel (Auswahl)
- S. Dorman, C. Jolley, A. Abernethy, D. Currow, M. Johnson, M, Farquhar, G. Griffiths, T. Peel, S. Moosavi, A. Byrne, A. Wilcock, L. Alloway, C. Bausewein, I. Higginson, S. Booth: Researching breathlessness in palliative care: consensus statement of the National Cancer Research Institute Palliative Care Breathlessness Subgroup. Palliat Med. 2009 April, 23(3): 213-27. (Epub 2009 Feb 27).
- J. Bükki, S. Kääb, C. Bausewein: Fortgeschrittene Herzinsuffizienz. Die Rolle der symptomorientierten Therapie – ein Beitrag aus der Palliativmedizin. (Advanced heart failure: implementing symptom oriented therapy – a contribution from palliative medicine). In: Der Bayerische Internist, Jahrgang 32, 2012, Heft 6 (Dezember), S. 32–36.
- J. Bükki, C. Bausewein: Palliation gastrointestinaler Symptome: Übelkeit, Erbrechen und maligne Obstruktion – eine Übersicht (Palliation of gastrointestinal symptoms: nausea, vomiting and malignant bowel obstruction – an overview). In: Der Bayerische Internist, Jahrgang 32, 2012, Heft 4 (August), S. ?

### Vorträge (Auswahl)
- Claudia Bausewein: Was ist Palliative Care? Mitschnitt des Vortrags auf dem Seelsorgetag des Forum-Seelsorge in Verbindung mit dem Interdisziplinären Zentrums für Palliativmedizin der Universität München in Großhadern am 21. September 2004 online verfügbar (PDF; 57 kB)